# クヌーセンセル
クヌーセンセルは、比較的分圧の低い元素ソースの蒸着源として結晶成長学の分野でよく用いられる。例として、ガリウム、アルミニウム、水銀、ヒ素などがある。この方法は蒸発温度制御が容易であるため、分子線エピタキシーでは一般的に使われている。
典型的なクヌーセンセルは、るつぼ（熱分解窒化ホウ素、石英、タングステン、グラファイトなどでできている）、加熱フィラメント（タンタル製のことが多い）、冷却水装置、熱シールド、開口部シャッターからなっている。